# Ricardo Loubscher
Pas d'image ? Cliquez ici

a Compétitions nationales et continentales officielles uniquement.

b Matchs officiels uniquement.
Dernière mise à jour le 25 novembre 2021.
Ricardo Ian Peter Loubscher, né le 11 juin 1974 à Colesberg (Afrique du Sud), est un joueur de rugby à XV sud-africain qui joue avec l'équipe d'Afrique du Sud, avec les Sharks dans le Super 14 et la province sud-africaine de Currie Cup des Natal Sharks. Il évolue comme arrière (1,80 m pour 83 kg).
Il devient ensuite entraîneur, spécialiste des arrières, aux Bulls, avec l'équipe d'Afrique du Sud puis aux Sharks.

## Carrière

### En province
- Natal Sharks
- Mighty Elephants

### En franchise
- 1999 : Cats
- 2000-2004 : Sharks
- 2005 : Bulls

### En équipe nationale
Il a effectué son premier test match avec les Springboks le 8 juin 2002 à l’occasion d’un match contre l'équipe du Pays de Galles.
Il a disputé 2 matchs de la Coupe du monde de rugby 2003.

### Entraîneur
- 2006-2012 : Blue Bulls (Entraîneur des arrières)
- 2007-2012 : Bulls (Entraîneur des arrières)
- 2012-2015 :  Afrique du Sud (Entraîneur des arrières)
- 2016-2018 : Natal Sharks (Entraîneur des arrières)
- 2017-2019 : Sharks (Entraîneur des arrières)
- Juillet - 12 novembre 2019 : Stade français Paris (Entraîneur des arrières)[3].

## Palmarès

### Avec les Springboks
- 4 sélections
- Sélections par saison : 1 en 2002, 3 en 2003.

### Entraîneur
- Vainqueur de la Currie Cup en 2006